# Liste der Baudenkmäler in Kendenich
Die Liste der Baudenkmäler in Kendenich enthält die denkmalgeschützten Bauwerke auf dem Gebiet von Hürth-Kendenich in Nordrhein-Westfalen (Stand: März 2018). Diese Baudenkmäler sind in der Denkmalliste der Stadt Hürth eingetragen; Grundlage für die Aufnahme ist das Denkmalschutzgesetz Nordrhein-Westfalen (DSchG NRW).

## Baudenkmäler
Die Liste der Baudenkmäler enthält Sakralbauten, Wohn- und Fachwerkhäuser, historische Gutshöfe und Adelsbauten, Industrieanlagen, Wegekreuze und andere Kleindenkmäler sowie Grabmale und Grabstätten, die eine besondere Bedeutung für die Geschichte Hürths haben.
Hinweis: Die Reihenfolge der Denkmäler in dieser Liste entspricht der offiziellen Liste und ist nach laufender Nummer, Name (Bezeichnung), Stadtteil und Adresse (Straße) sortierbar.
| Bild                                          | Bezeichnung                                                                            | Lage                                  | Beschreibung                    | Bauzeit                | Eingetragen seit   | Denkmal- nummer |
| --------------------------------------------- | -------------------------------------------------------------------------------------- | ------------------------------------- | ------------------------------- | ---------------------- | ------------------ | --------------- |
| weitere Bilder                                | Burg Kendenich                                                                         | Karte                                 |                                 | 1660–1664 (Herrenhaus) |                    | 2               |
| weitere Bilder                                | Kath. Pfarrkirche St. Johannes Baptist                                                 | Ortshofstraße 14 Karte                |                                 |                        |                    | 20              |
| Wegekreuz                                     | Wegekreuz                                                                              | Ortshofstraße / Grabenstraße          |                                 |                        |                    | 39              |
| Wegekreuz                                     | Wegekreuz                                                                              | Frentzenhofstraße / Steinacker Straße |                                 |                        |                    | 40              |
| Denkmal "des tapferen Kriegers"               | Denkmal "des tapferen Kriegers"                                                        | Ortshofstraße / Plögerstraße          |                                 |                        |                    | 55              |
| Vierkanthof                                   | Vierkanthof                                                                            | Nußallee 5 Karte                      |                                 |                        |                    | 63              |
| ländliches Wohnhaus                           | ländliches Wohnhaus                                                                    | Fischenicher Straße 2 Karte           |                                 |                        |                    | 64              |
| Hochkreuz und Erbbegräbnisstätte von Kempis   | Hochkreuz und Erbbegräbnisstätte von Kempis                                            | Am Steinacker (Friedhof)              | Letzte adlige Besitzer der Burg |                        |                    | 69              |
| Fachwerkhaus                                  | Fachwerkhaus                                                                           | Ortshofstraße 49 Karte                |                                 |                        |                    | 84              |
| weitere Bilder                                | Fachwerkhaus                                                                           | Ortshofstraße 60 Karte                |                                 |                        |                    | 96              |
| Alte Schule                                   | Alte Schule                                                                            | Ortshofstraße 20 Karte                |                                 |                        |                    | 97              |
| weitere Bilder                                | Grabmal Klemmer, A/8 (Friedhof Kendenich)                                              | Am Steinacker                         |                                 |                        |                    | 124             |
|                                               | Grabmal Pütz, D/16 (Friedhof Kendenich)                                                | Am Steinacker                         |                                 |                        |                    | 125             |
| weitere Bilder                                | Grabmal Giesen, G/17 (Friedhof Kendenich)                                              | Am Steinacker                         |                                 |                        |                    | 126             |
| Grabmal Winkelhoch, G/18 (Friedhof Kendenich) | Grabmal Winkelhoch, G/18 (Friedhof Kendenich)                                          | Am Steinacker                         |                                 |                        | Grabmal Winkelhoch | 127             |
| weitere Bilder                                | Grabmal Lippold, R/31 (Friedhof Kendenich)                                             | Am Steinacker                         |                                 |                        |                    | 128             |
| weitere Bilder                                | Ehrenmal Obelisk, B/1 (Friedhof Kendenich)                                             | Am Steinacker                         |                                 |                        |                    | 129             |
|                                               | Ehrenanlage für russische Kriegsgefangene und Zwangsarbeiter, B/6 (Friedhof Kendenich) | Am Steinacker                         |                                 |                        |                    | 130             |
| Ehrenanlage, 32 (Friedhof Kendenich)          | Ehrenanlage, 32 (Friedhof Kendenich)                                                   | Am Steinacker                         |                                 |                        |                    | 131             |
|                                               | 4 Einzelgräber russischer Kriegsgefangener und Zwangsarbeiter                          | Am Steinacker                         |                                 |                        |                    | 132             |
| Grabstätte der Familie von Kempis             | Grabstätte der Familie von Kempis                                                      | Ortshofstraße (hinter der Kirche)     |                                 |                        |                    | 177             |
| weitere Bilder                                | Kath. Pfarrhaus Kendenich mit Pfarrsaal und Pfarrgarten                                | Ortshofstraße 14 Karte                | Architekt: Theodor Roß          | um 1900                |                    | 185             |